# Artèria interlobular del ronyó
Les artèries interlobulars del ronyó són els vasos de circulació renal que abasteixen els dos ronyons.